# Xã Armenia, Quận Bradford, Pennsylvania
Xã Armenia (tiếng Anh: Armenia Township) là một xã thuộc quận Bradford, tiểu bang Pennsylvania, Hoa Kỳ. Năm 2010, dân số của xã này là 180 người.